# Garidech
 Garidech  là một xã thuộc tỉnh Haute-Garonne trong vùng Occitanie ở tây nam nước Pháp. Xã nằm ở khu vực có độ cao trung bình 190 mét trên mực nước biển.

## Di tích

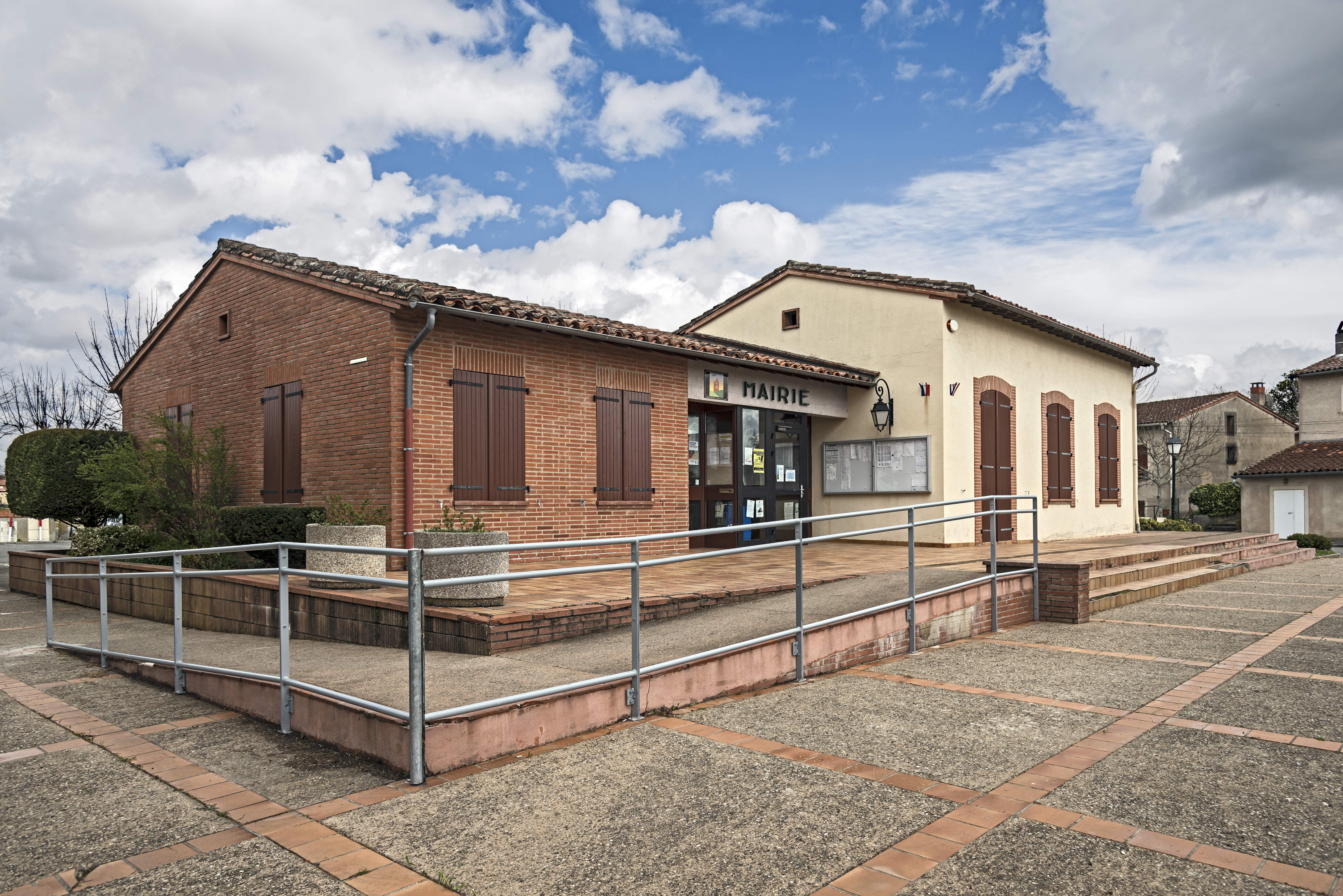
Tòa thị chính;
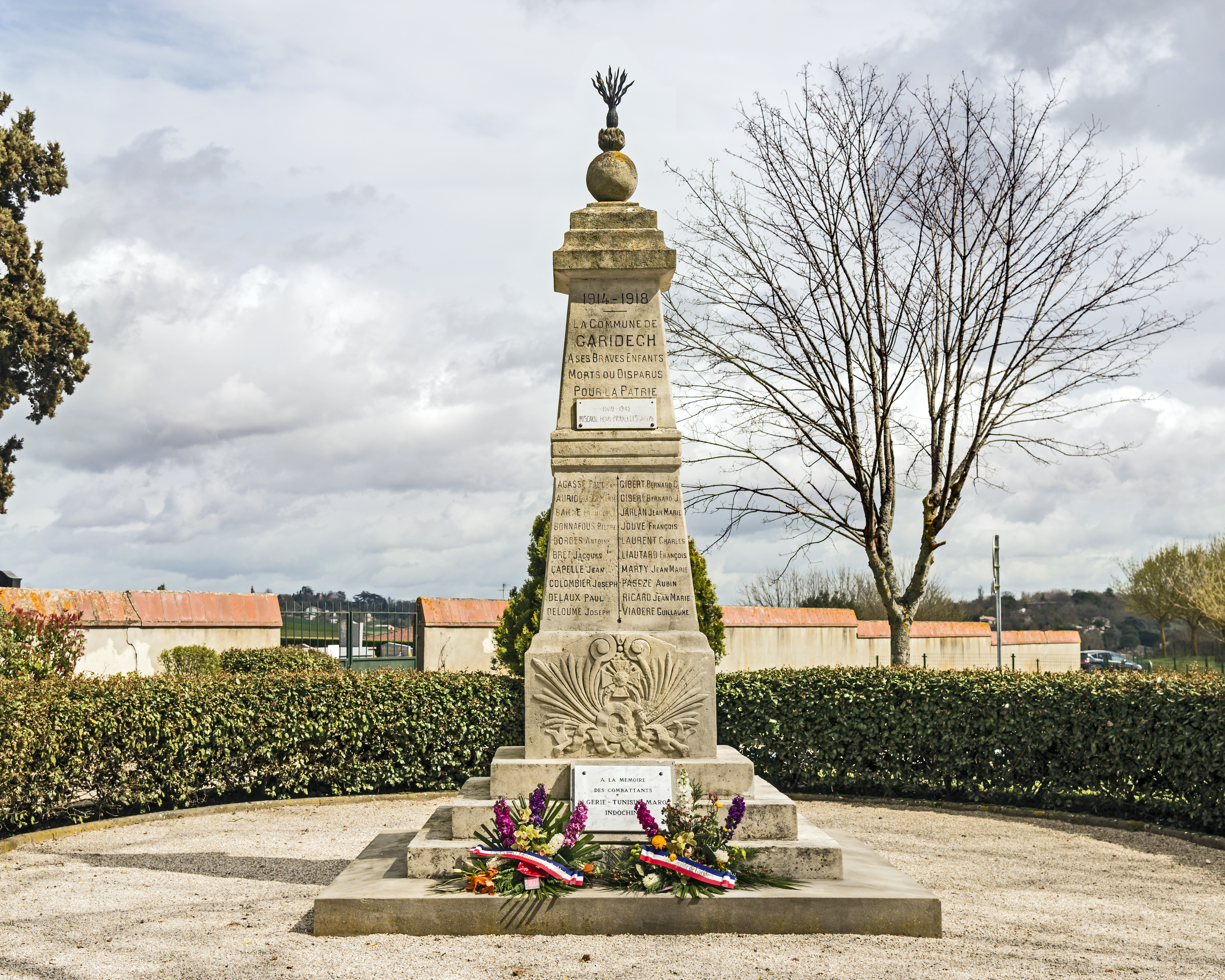
Các đài tưởng niệm chiến tranh;
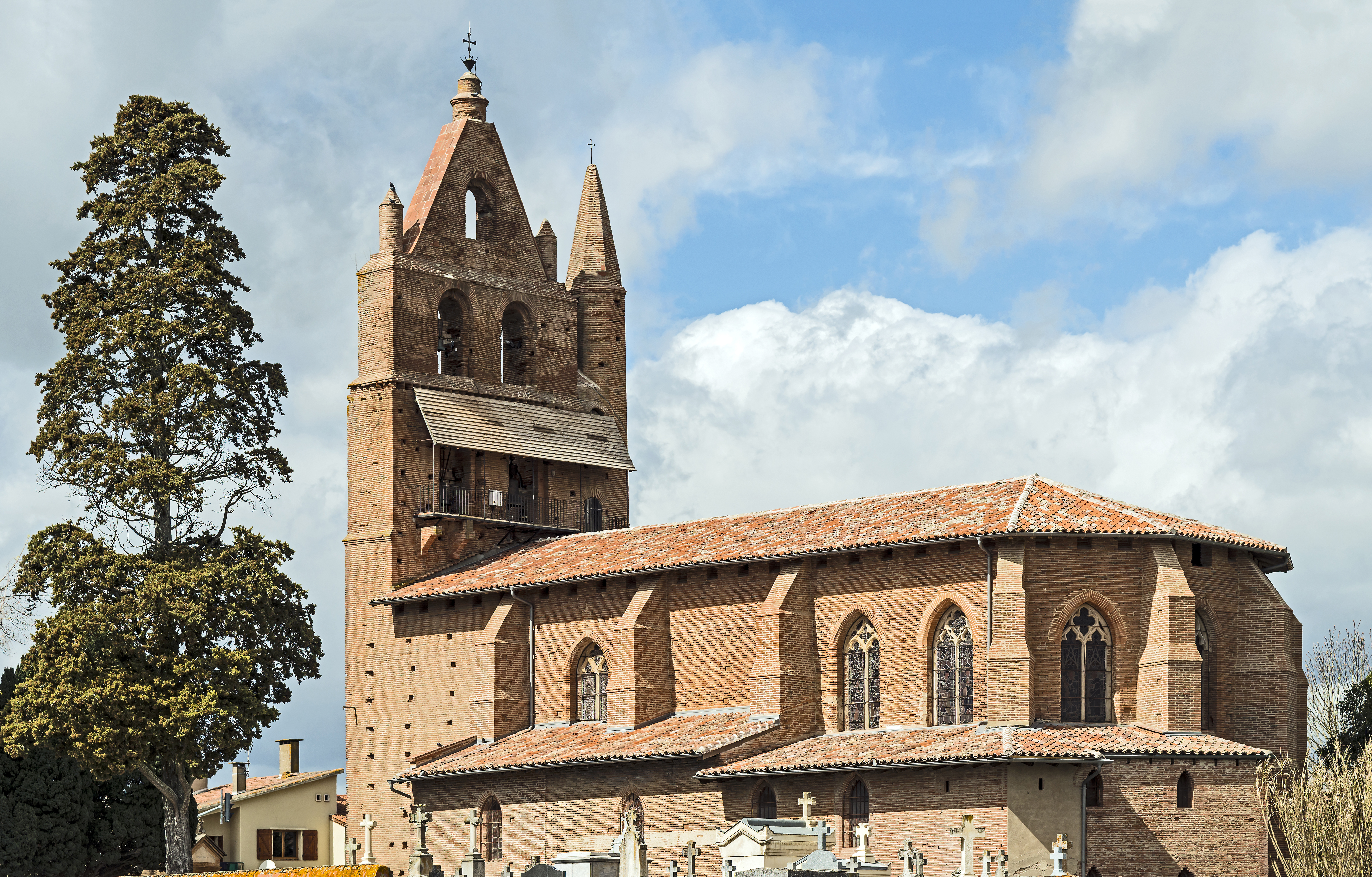
Nhà thờ;
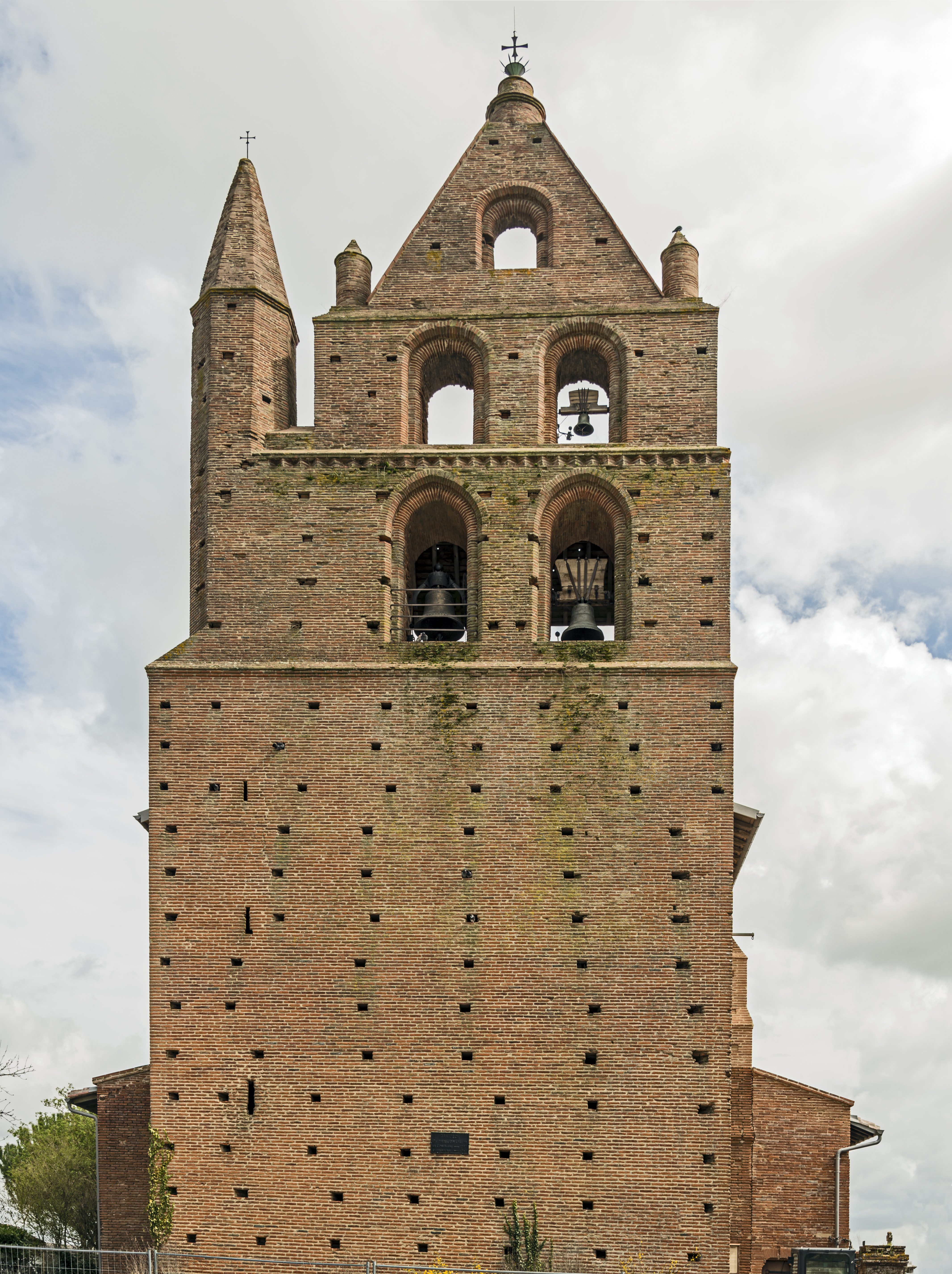
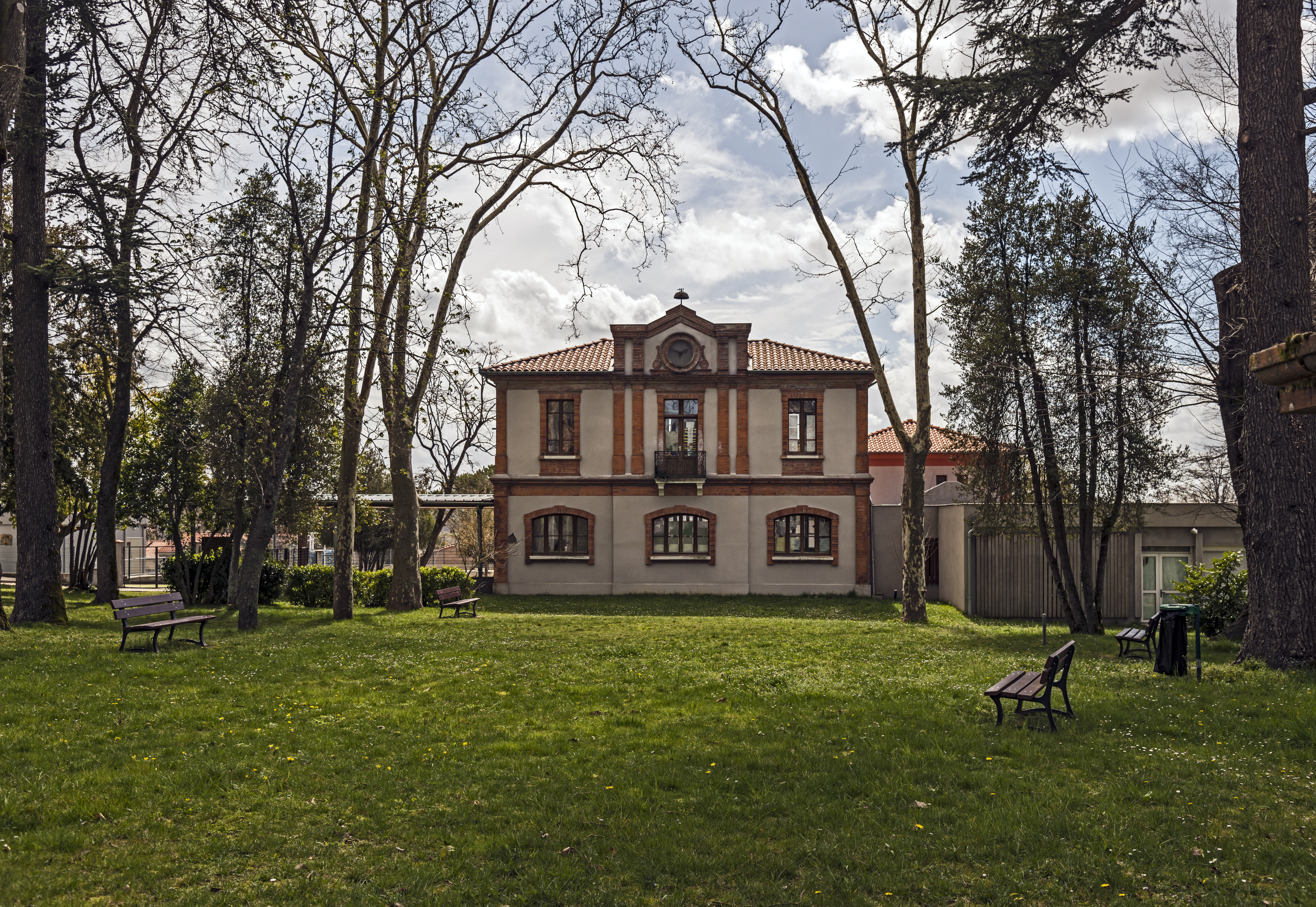
Trường học